# 中京電視台
中京電視放送株式會社（日语：／ Chūkyō Terebi Hōsō Kabushiki Gaisha */?），簡稱中京電視台（中京テレビ）、CTV，是日本的一家電視台，播出範圍是中京廣域圈（愛知縣、岐阜縣和三重縣）。該公司成立於1968年3月1日，1969年4月1日開播，是日本電視台聯播網（NNN及NNS）的成員。總部位于愛知縣名古屋市中村區，識別呼號為JOCH-DTV，遙控器號碼是4頻道。中京電視台是名古屋第四家民營電視台，因為是UHF頻道而曾在和先開播的三家民營電視台相比處於不利局面。但在2000年，中京電視台第一次獲得年度收視率三冠王。近年憑藉日本電視台的高收視率，中京電視台收視率亦在名古屋地區穩居第一。

## 資本構成
下表列出2025年4月1日起中京電視台的主要股東：
| 股東           | 比例 |
| -------------- | ---- |
| 讀賣中京FS控股 | 100% |

時過去中京電視台的主要股東（2020年7月1日）：
| 股東         | 比例  |
| ------------ | ----- |
| 日本電視控股 | 30.4% |
| 名古屋鐵道   | 20.8% |

## 歷史

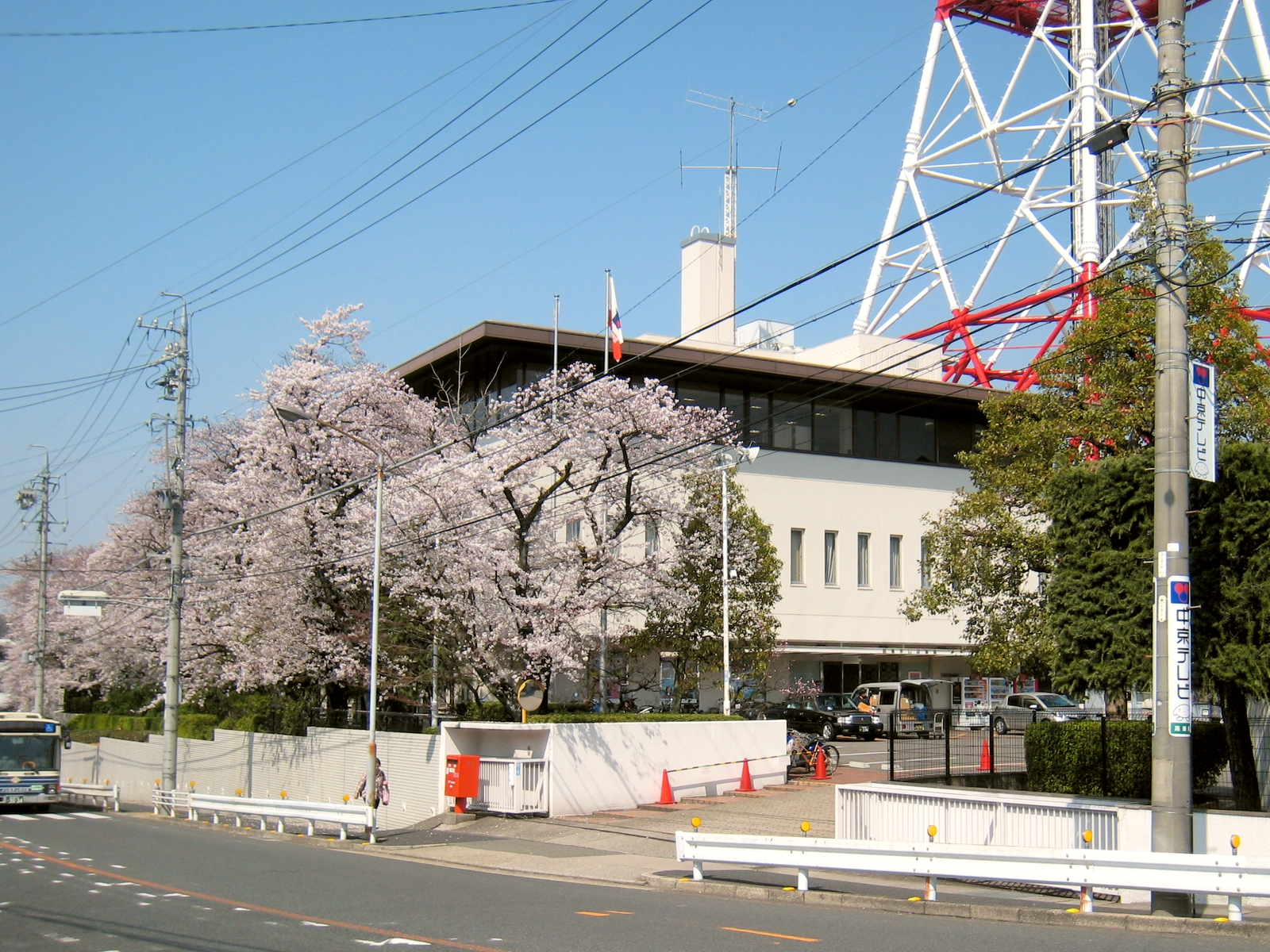
中京電視台舊總部

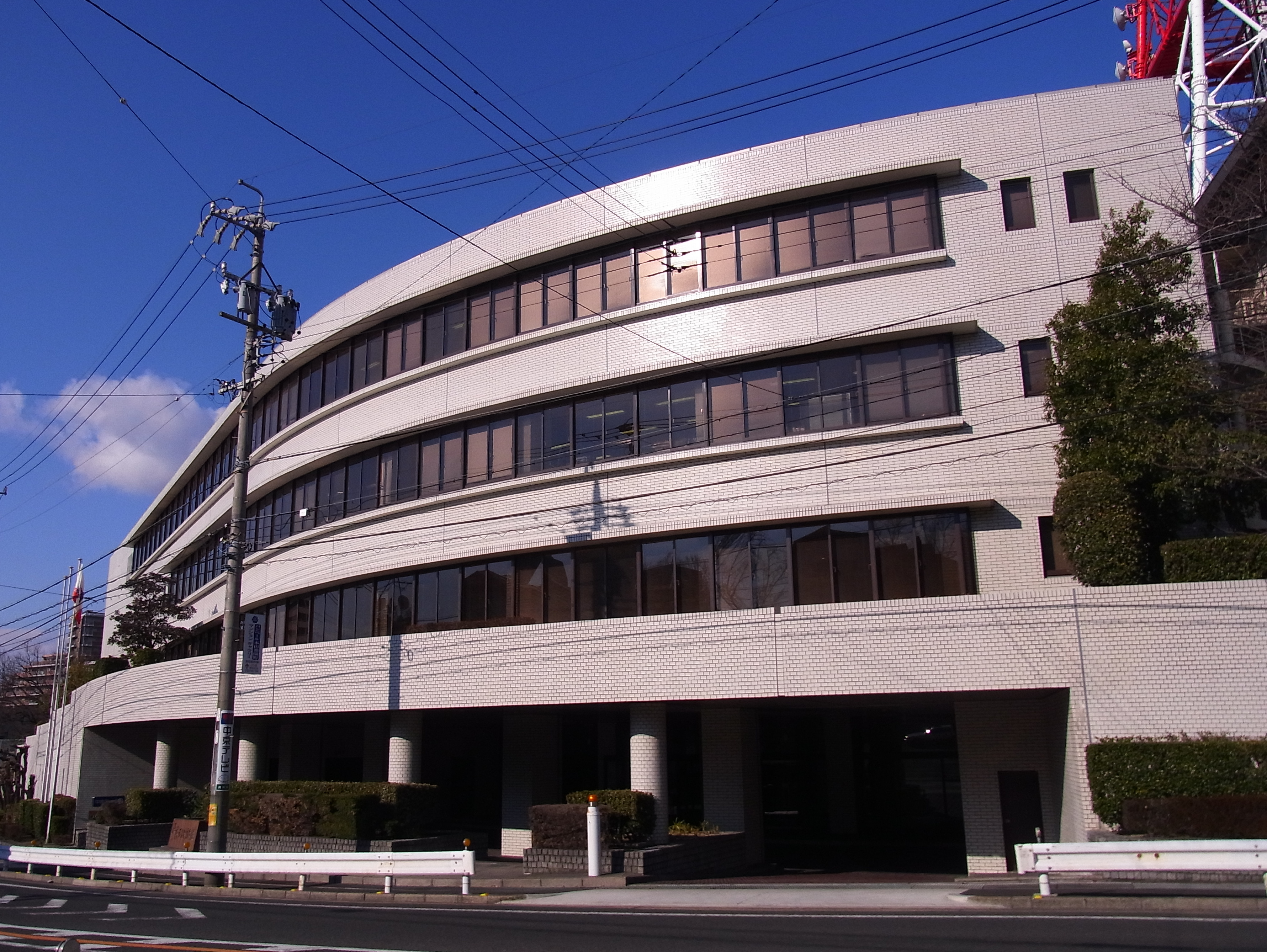
中京電視台舊總部新館

1964年，中京電視台、中日本放送、東海電台、名古屋科學電視台、愛知電視台、名古屋經濟電視台六家公司申請獲得愛知縣的第四家民營電視台執照:13。由於名古屋地區的VHF頻道（7頻道）經測試後發現有和其他地區頻道干擾的可能，郵政省決定利用UHF頻道供第四家民營電視台使用:14。但當時的電視機需要接收器才能收看UHF節目，因此和VHF電視台相比，UHF電視台在廣告營業上不利。同時，時任愛知縣知事桑原幹根出面整合六家申請公司合併，最終這些公司同意以中京電視台為中心進行整合:15-16。1967年11月1日，中京UHF電視台獲得籌備執照:16。1968年2月21日，中京UHF電視台（中京テレビ）舉辦成立大會；3月1日正式設立公司:16。在加盟聯播網方面，當時中部日本放送和東海電視台已確立了十分穩固的聯播網關係，但名古屋電視台同時播出日本電視台和NET電視台雙方節目（比例是六四開）；因此，中京UHF電視台決定以聯播NET電視台節目為主，但亦播出日本電視台和東京12頻道的節目:20。1969年3月10日，中京UHF電視台開始進行試播:25
1969年4月1日，中京UHF電視台正式開播，成為日本第一家UHF廣域電視台:26。開播當時中京UHF電視台的開播時間是早晨9時30分，收播時間是深夜24時，每日播出14小時30分節目。白天播出節目中29.7%是彩色節目，夜間節目中62.4%是彩色節目:26。翌年4月1日，中京UHF電視台將公司名改為中京電視台:37。普及UHF訊號接收器是中京UHF電視台當時最重要的經營課題之一。在中京電視台的普及活動下，1971年1月時，愛知、岐阜、三重三縣的UHF收視設備普及率超過80%:31。同年中京電視台的節目來源比例是NET電視台佔58%、日本電視台25.1%、東京12頻道16.9%:37。
1972年，日本電視台和名古屋電視台之間關係因節目編排比例問題而惡化，名古屋電視台及中京電視台的加盟聯播網面臨調整。同年12月27日，日本電視台、NET電視台、名古屋電視台、中京電視台四方舉辦會談，最終決定自翌年4月開始，中京電視台加入日本電視台聯播網，名古屋電視台加入NET電視台聯播網:47。加入日本電視台聯播網之後，中京電視台在1973年4月至9月的營業額達13.21億日元，比上一年增加38%，第一次超過10億日元:50，同時實現清零開播以來的累積虧損:60。1977年，中京電視台啟用了第二代商標:66。1979年，中京電視台開始播出立體聲電視節目:65。同時中京電視台還開始加強國際合作，先後和美國KSL-TV、KRON-TV，中國雲南電視台簽訂姊妹台協議:61。
1981年，中京電視台提出新中期經營計劃，目標實現自製節目比例達10%，以及在名古屋地區電視廣告市場達成20%的市場佔有率:75。1984年，中京電視台的自製節目比例達12.3%，在名古屋各台排名第一:76。同時中京電視台積極展開事業多樣化，在1983年進軍住宅產業，開設了住宅展示場:81。中京電視台還在1983年舉辦了中京電視台·普利司通女子高爾夫公開賽:86-87，在1984年舉辦了搖滾演唱會:88，積極舉辦大型活動。1981年，中京電視台派遣特派員常駐美國華盛頓特區，是中京電視台第一位海外特派員。此後在2000年至2004年，中京電視台曾開設NNN台北支局:90。
1990年代初期，受到日本泡沫經濟崩潰影響，中京電視台被迫退出滑雪度假區、高爾夫球場等領域，專注電視本業:108-109。另一方面，受惠於核心台日本電視台收視率提高，中京電視台的收視率在1990年代穩定上升。1997年2月，中京電視台以全日9.6%、黃金時段15.2%、晚間時段15.5%的收視率獲得開播後首個月度收視三冠王:110。同年中京電視台的廣告收入也升至名古屋各台第二位:121。2000年度，中京電視台全日收視率達9.9%、黃金時段收視率達14.7%、晚間時段收視率達14.5%，第一次獲得年度收視率三冠王:110。中京電視台在1996年3月開設了官方網站:126。1999年10月1日，中京電視台開始進行24小時播出:125。

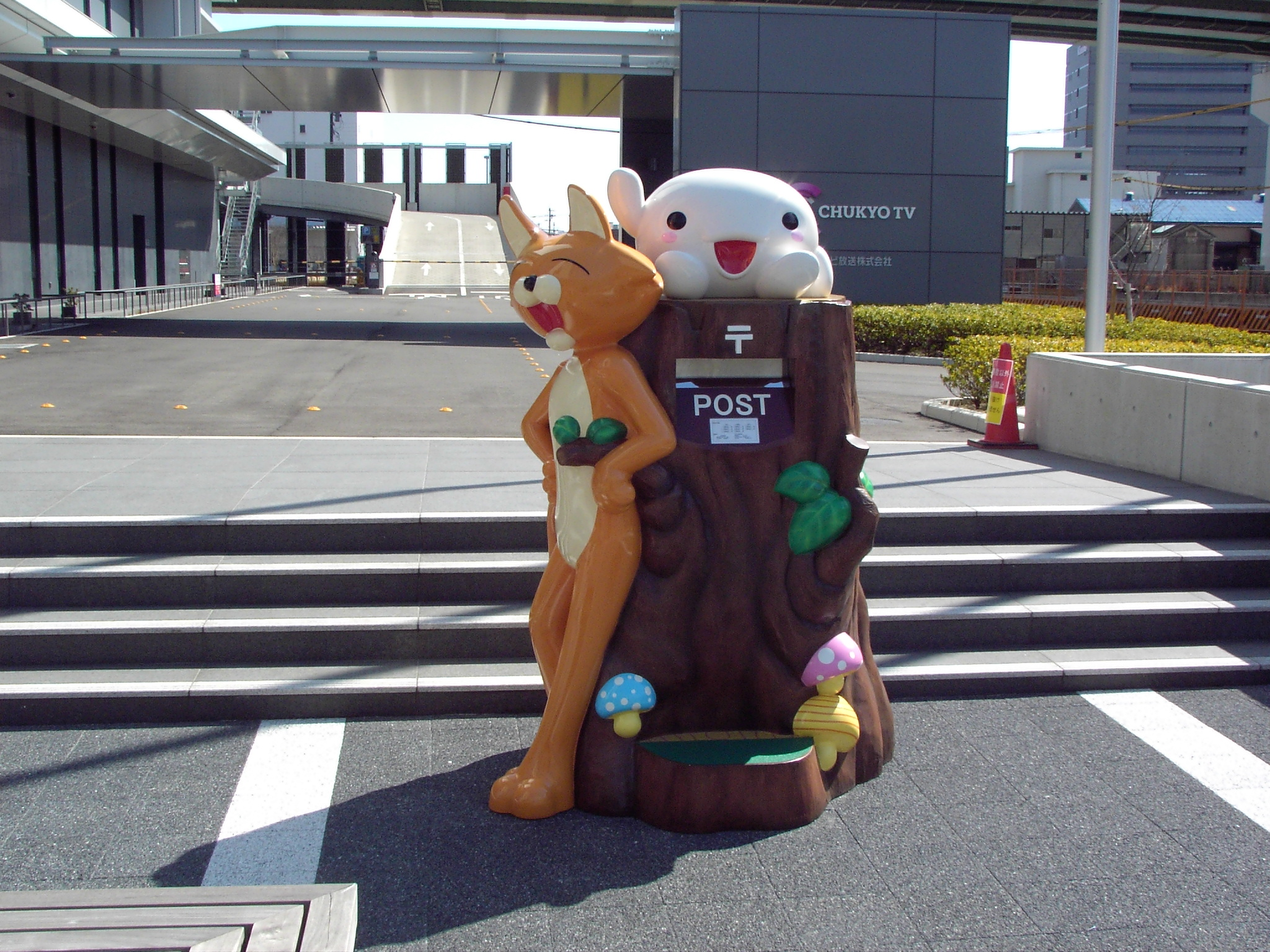
中京電視台總部前的郵筒，上方白色吉祥物即是中京君

2000年，中京電視台啟用了吉祥物「中京君」，其外形為白色橢圓形:130-131。中京電視台和名古屋各電視台共同投資修建瀨戶數位塔，用於發射數位電視訊號，並自2003年12月1日開始播出數位電視節目，頻道號碼從類比電視的35頻道改為4頻道（和核心局日本電視台相同）。2011年7月24日，中京電視台停止播出類比電視節目:134-137。2005年度，中京電視台晚間時段和黃金時段收視率降至名古屋第四位，並因中京高爾夫俱樂部的財務損失而出現開播以來第一次虧損:151-152。2007年，中京電視台在名古屋市美術館舉辦埃尔米塔日博物馆展，吸引超過15萬人參觀:154。2010年，中京電視台在名古屋市開設了以麵包超人為主題的博物館，是繼橫濱之後的第二家麵包超人主題博物館:144-145。
2011年，中京電視台決定搬遷總部至中村區笹島，並於2014年3月開始修建新總部:165。2016年11月21日，中京電視台正式遷入新總部:168。同年中京電視台進行了企業識別改革，啟用了現行商標:171，並且啟用了「向你的正中」（あなたの真ん中へ。）這一宣傳口號:170-172。2014年度，中京電視台時隔14年再次獲得收視率三冠王:178。至2019年度，中京電視台已連續6年保持這一榮譽。2020年，中京電視台和名古屋的另外三家民營電視台（CBC電視台、東海電視台、愛知電視台）共同創建隨選視訊服務Locipo。同年10月開始，中京電視台和日本電視台、讀賣電視台共同在TVer上實時播出晚間黃金時段的32個節目，試圖開拓網路領域。至2022財年，中京電視台已經連續10年獲得年度個人收視率三冠王。

## 節目
在開播初期，由於使用UHF訊號播出是巨大不利要素，中京電視台的主要節目來源NET電視台亦傾向將人氣節目安排在名古屋電視台播出，因此中京電視台不得不強化節目自製能力。但另一方面，財力不足導致中京電視台在開播半年後才播出其第一個自製節目是音樂節目《CTV挑戰攝影棚》（CTVチャレンジスタジオ）:33。1976年開始播出的《搞笑漫畫道場》是一檔即興漫畫綜藝節目，憑藉其獨特內容在1980年取得過27.3%的收視率記錄:123，成功聯播至日本全國播出，並成為播出長達18年的長壽節目:57。《5時SAT雜誌》是一檔自1981年開始播出的面向年輕觀眾的節目，兼具綜藝和音樂節目色彩，並率先關注次文化，在開播第一期就獲得15.2%高收視率:76。播出於2004年至2007年的《猿知惠》是中京電視台第一個在全國黃金時段播出的自製綜藝節目，其節目內容成功實現書籍化，銷售超過60萬部:148-149。《吹飛了》是中京電視台製作的一個即興冷笑話節目，播出於2009年至2014年，通過聯播網在日本全國週二深夜時段播出，現在仍在每年新年製作特別節目:156。現在中京電視台通過聯播網在日本全國播出的自製綜藝節目有搞笑組合奧黛麗的冠名節目《想讓奧黛麗認識的人》；生瀨勝久和搞博多華丸・大吉主持的《真假驗證中》；2021年開始在週二黃金時段播出的《有趣好吃的店》。
1978年，中京電視台開始播出《6時新聞》節目，成為名古屋第二個大型帶狀地方新聞節目:58。1982年，《6時新聞》改名為《中京TODAY》。該節目在播出三個月後平均收視率即超過10%:93。1999年，中京電視台的傍晚新聞節目《中京電視台 News Plus1》首次獲得同時段節目收視第一，並蟬聯收視首位達六年，平均收視率超過10%:154。現在中京電視台在平日傍晚的帶狀資訊節目是《catch!》，自2012年開始播出:154。
中京電視台在1985年開始在晨間播出自製帶狀資訊節目《早安電視羊角麵包》，樹立了在晨間自製資訊節目的傳統:114。1994年，中京電視台晨間的自製資訊節目改為《起床廣角》。該節目在2002年獲得同時間段節目收視率第一:114。

## 攝影棚

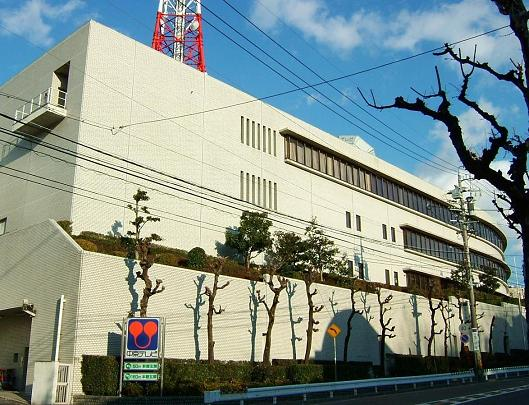
中京電視台放送中心

在開播時，由於名古屋電視塔高度不足，中京電視台決定在名古屋市昭和區的高峯町購買土地修建總部和訊號發射塔。當時這裡還是郊區的山林，交通十分不便，但由於名古屋市決定修建市營地下鐵東山線至附近，因此中京電視台選擇高峯町修建總部:17。1968年7月，中京電視台總部開始動工:18。這座建築地上兩層，地下一層，總樓面面積2,551平方公尺:37。由於業務擴張，中京電視台總部迅速陷入空間不足，因此在1972年開始擴建第三層部分，並在翌年5月竣工:38。1979年5月，中京電視台總部新館竣工。這座建築地下1層，地上3層，總樓面面積5,286平方公尺。新館的B攝影棚面積達437平方公尺，其規模在當時名古屋各台屬最大規模:66。
1989年8月，中京電視台開始修建放送中心，以彌補總部空間不足的問題。1990年11月，中京電視台放送中心竣工。這座建築地下有2層，地上有2層，總樓面面積5,044平方公尺，設有C攝影棚和C副控室，主要用於製作新聞節目:99。
2004年，中京電視台開始提出修建新總部的構想，並於2011年5月決定將總部搬遷至位於名古屋站南側的舊國鐵笹島站拆除後出現的「笹島演奏廳24地區」（ささしまライブ24地区）:165。受到這一年東日本大震災的影響，中京電視台決定採用基礎免震構造修建新總部，並在高層部分設置緊急發電機:166。新總部由日建設計、伊藤建築設計事務所設計，大林組施工。地上有11層，高60公尺（電波塔部分高145公尺），總樓面面積28,044平方公尺。新總部設有A、B、C三個攝影棚。A攝影棚面積達262.25平方公尺、B攝影棚有401.47平方公尺、C攝影棚有231.71平方公尺，均比舊總部有大幅擴大:167。中京電視台新總部於2014年3月開始修建，在2015年12月竣工。2016年11月21日開始，中京電視台從新總部播出節目:168。

## 註释
1. ↑  「三冠」指全日（6:00-24:00）、黃金時段（19:00-22:00）、晚間時段（19:00-23:00）三個時段皆獲得收視率第一。

## 外部連結
- 中京電視台 （页面存档备份，存于） - 官方網站
- YouTube上的中京電視台官方頻道
- 中京電視台的X（前Twitter）